# VfL Wolfsburg (vrouwenvoetbal)
VfL Wolfsburg is een voetbalclub uit Wolfsburg, Duitsland. Het eerste vrouwenvoetbalelftal van VfL Wolfsburg speelt in de Bundesliga. Op de Europese clubranglijst voor het seizoen 2021/22 staat VfL Wolfsburg op de derde plaats. In het seizoen 2021/22 telt de A-selectie vijf Nederlandse speelsters.
Voluit luidt de naam van de club Verein für Leibesübungen Wolfsburg (vertaald: Sportvereniging Wolfsburg).

## Geschiedenis
De historie van het vrouwenvoetbalelftal van VfL Wolfsburg begon op 1 juli 2003 toen de club de vrouwenafdeling van WSV Wendschott overnam, inclusief de licentie voor de Bundesliga. In de eerste jaren was VfL Wolfsburg een middenmoter. Vanaf het seizoen 2011/12 doet de club steevast mee in de top van de Bundesliga. In het seizoen 2012/13 won de club de "Treble" (UEFA Women's Champions League, Bundesliga en DFB-Pokal).

## Titels
| Competitie                    | Aantal | Jaren                                                            |
| ----------------------------- | ------ | ---------------------------------------------------------------- |
| Nationaal                     |        |                                                                  |
| Bundesliga                    | 7      | 2013, 2014, 2017, 2018, 2019, 2020, 2022                         |
| DFB-Pokal                     | 11     | 2013, 2015, 2016, 2017, 2018, 2019, 2020, 2021, 2022, 2023, 2024 |
| Internationaal                |        |                                                                  |
| UEFA Women's Champions League | 2      | 2013, 2014                                                       |

Data: VfL Wolfsburg

## Bekende (oud-)speelsters
- Nilla Fischer 2013-2019
- Caroline Graham Hansen 2014-2019
- Pernille Harder 2017-2020
- Dominique Janssen 2019-2024
- Nadine Keßler 2011-2016
- Jill Roord 2021-2023
- Shanice van de Sanden 2020-2022
- Joëlle Smits 2021-2022
- Lynn Wilms 2021-
- Tessa Wullaert 2015-2018
- Fenna Kalma 2023-

SV Werder Bremen · 
MSV Duisburg · 
SG Essen-Schönebeck · 
Eintracht Frankfurt ·
SC Freiburg · 
TSG 1899 Hoffenheim · 
1. FC Köln · 
RB Leipzig ·
Bayer 04 Leverkusen · 
FC Bayern München · 
1. FC Nürnberg · 
VfL Wolfsburg